# Số phận Keum Hee và Eun Hee
Số phận Keum Hee và Eun Hee (tiếng Triều Tiên: 금희와은희의운명) là một bộ phim tâm lý của đạo diễn Park Hak, ra mắt lần đầu năm 1974. Bộ phim được cho là có một số sắc màu tuyên truyền chính trị.
Truyện phim dựa theo tiểu thuyết cùng tên của nhà văn Paek In-jun.

## Nhạc phim
Ngay sau khi bộ phim phát hành, ca khúc chủ đề Hạnh phúc của cha trở nên phổ biến trong suốt thập niên 70 thế kỷ XX tại CHDCND Triều Tiên và CHND Trung Hoa.
(Lời Hán văn)
睡吧睡吧小宝贝
可爱的小宝贝
树儿静静夜低垂
宝贝轻轻睡
白头山上有颗彗星
熠熠放光辉
她在默默守护着你
伴你梦里飞
飞吧飞吧小宝贝
可爱的小宝贝
月色褪去太阳归
照你高高飞
快长大呀小宝贝
金达莱一样美
欢颜笑语拥抱着你
和你永相随